# Capitalisme féministe

La vente de tee-shirts avec slogans féministes est souvent critiquée parce que la majorité de la production textile dans le monde est réalisée par des femmes des pays du Sud dans des conditions d’exploitation du travail,.

Le capitalisme violet ou capitalisme féministe est l'ensemble des phénomènes considérés, d'un point de vue critique, comme l'incorporation de certains postulats du mouvement féministe dans le capitalisme et l'économie de marché,,.
Les critiques sont fondées, d'une part, sur le fait que l’intégration des femmes dans le marché de travail n'a pas signifié un changement de paradigme du modèle socio-économique vers un modèle plus horizontal et égalitaire, dans lequel les différences salariales persistent et, d'autre part, sur le fait le travail des soins et de l'accompagnement n'est pas réparti et continue d'être effectué majoritairement par des femmes.
D'autre part, il s'interroge également sur la façon dont le féminisme est instrumentalisé pour vendre produits (tels que la musique ou les vêtements), perdant son sens politique pour ne devenir qu'une mode que ne remet pas en question la façon dont ont été fabriqués ces produits et qui exclut la majorité de la population de la planète,.